# Nätuppslagsverket över heltalsföljder
Nätuppslagsverket över heltalsföljder, på engelska On-Line Encyclopedia of Integer Sequences (OEIS) är en webbaserad databas för heltalsföljder. Man kan söka i den på flera olika sätt, bland annat genom att skriva in en delföljd och låta OEIS leta upp alla följder som innehåller denna. Totalt finns över 100 000 följder, från de mest fundamentala (exempelvis primtalen och Fibonaccitalen) till långt mer esoteriska. Bland annat finns decimalutvecklingen för π och andra matematiska konstanter representerade.
För många följder tillhandahåller OEIS information utöver en enkel lista över de inledande talen, exempelvis programkod för att producera följden, litteraturförteckning, och information om relaterade följder. OEIS används som en standardreferens av många professionella matematiker såväl som av amatörer.[källa behövs]
OEIS grundades av Neil Sloane som började samla på heltalsföljder under 1960-talet och gav ut böcker om dessa 1973 och 1995, då med 2400 respektive 5487 följder. Den webbaserade databasen öppnades 1996.